# Oprzędzik łubinowy
Oprzędzik łubinowy (Charagmus gressorius) – gatunek chrząszcza z rodziny ryjkowcowatych.

## Taksonomia
Gatunek ten wcześniej był zaliczany do rodzaju Sitona.

## Zasięg występowania
Afryka, Europa i Azja. W Europie notowany w Austrii, Belgii, Bośni i Hercegowinie, Chorwacji, na Cyprze, w Czechach, Danii, we Francji (w tym na Korsyce), w Grecji (w tym na Cykladach i na Krecie), Hiszpanii (w tym na Balearach i Wyspach Kanaryjskich), Holandii, na Litwie, w Luksemburgu, na Łotwie, w Niemczech, Polsce, Portugalii (w tym na Azorach i Maderze), Rosji (Obwód królewiecki), na Słowacji, w Słowenii, Szwajcarii, Szwecji, na Węgrzech, oraz we Włoszech (w tym na Sardynii i Sycylii). Oprócz tego występuje we wsch. Palearktyce, na Bliskim Wschodzie i w Afryce Północnej.
W Polsce pierwsze wzmianki o jego występowaniu pochodzą ze Śląska lat dwudziestych XIX wieku. Pod koniec tego stulecia podano kilka stanowisk z okolic Krakowa, jednak przez większość XX wieku uważano, że ten gatunek w Polsce nie występuje (wcześniejsze doniesienia uznawano za zawleczenia bądź okazy klasyfikowano jako oprzędzika szarego (C. griseus). Dopiero od lat 70., gdy zaczęła się jego ekspansja, potwierdzono ostatecznie jego występowanie w Polsce. Obecnie występuje pospolicie na terenie całego kraju.

## Budowa ciała
Osiąga 7-10 mm długości. Ryjek krótki i szeroki. Ciało pokryte włoskami.
Ubarwienie ciała brązowo-szaro-białe. Na przedpleczu wyraźna, jasna, podłużna pręga. Na pokrywach delikatne, podłużne, różnokolorowe smugi.

## Biologia i ekologia

### Tryb życia i biotop
Występuje na terenach otwartych: polach, łąkach, ogrodach, skrajach lasów, nieużytkach, terenach ruderalnych, nasłonecznionych skarpach, żwirowiskach, wrzosowiskach, torfowiskach wysokich czy wydmach nadmorskich. Imago aktywne od kwietnia do listopada, jednakże nawet w zimnych porach roku, przy sprzyjającej pogodzie, mogą wychodzić z kryjówek i być aktywne.

### Odżywianie
Żywi się pędami roślin. Żeruje na roślinach z rodzaju łubin, a także na janowcu, żarnowcu miotlastym i seradeli drobnej.

### Rozród
Jaja składane są od połowy maja do połowy czerwca. Młodsze larwy wgryzają się w bulwy korzeniowe, starsze zaś żerują na powierzchni korzeni. Przepoczwarczenie w glebie.